# Die Passion des stillen Rächers
Die Passion des stillen Rächers (Originaltitel: La pazienza del ragno, wörtlich: Die Geduld der Spinne) ist ein Kriminalroman des italienischen Schriftstellers Andrea Camilleri, der 2004 im Verlag Sellerio Editore erschienen ist. Die deutsche Übersetzung durch Christiane von Bechtolsheim erschien 2006 bei Lübbe.
Es handelt sich um den achten Roman einer erfolgreichen Serie von Krimis mit der Figur des Commissario Montalbano, die alle auf Sizilien, in der fiktiven Stadt Vigata (Pseudonym für Porto Empedocle), spielen. Er wurde 2006 durch den Fernsehsender Radiotelevisione Italiana mit Luca Zingaretti in der Hauptrolle verfilmt. Regie führte Alberto Sironi.
Camilleri zeigt in diesem Buch zum ersten Mal die menschliche Schwäche seiner Hauptfigur auf, die sich entscheidet, den Schuldigen eines Verbrechens nicht zu verraten, um mit sich selbst im Reinen zu sein.

## Handlung
Die Passion des stillen Rächers beginnt mit Salvo Montalbano, einem erfolgreichen sizilianischen Kommissar, der sich im Krankenhaus von einer Schussverletzung erholt, die er sich in seinem letzten Fall zugezogen hat (Das kalte Lächeln des Meeres). Obwohl er noch nicht ganz genesen ist, beschäftigt er sich schon mit dem nächsten Fall, der Entführung eines Mädchens.
Der Fall der verschwundenen Susanna Mistretta führt Montalbano nach Vigàta. Dort trifft er auf die Familie des Mädchens. Früher waren sie sehr wohlhabend, jedoch haben sie alles innerhalb der Familie verloren. Die Eltern Giulia und Salvatore, Salvatores Bruder Carlo und Giulias Bruder Antonio sind die anderen Hauptfiguren des Romans. Antonio ist der heimliche Antagonist, denn obwohl er nie spricht, ist er immer präsent. Carlo klärt Montalbano über die Vorgeschichte der Familie auf, er erklärt, wie Antonio sich viel Geld von Giulias Familie angeeignet hat. Aus diesem Grund hat das Ehepaar einen großen Streit mit Antonio, der die Geschwister entzweit und Giulia in eine tiefe Depression stürzt, aus der sie sich nicht mehr erholt und der sie am Ende erliegt.
Susanna ist verschwunden und Montalbano macht sich auf die Suche nach Hinweisen, die zu ihrer Rettung führen könnten. Eine Spur führt zu Antonios Anwalt. Dieser gesteht, dass sich die Entführer gleich nach der Tat bei ihnen meldeten und Geld forderten, was der wohlhabende Antonio auch bereit war, gleich am nächsten Tag zu zahlen, doch die Entführer meldeten sich nicht mehr. Das Geld wurde von Antonio in einem Koffer hinterlegt, doch als Montalbano nachsieht, findet er eine Tasche mit Papierschnipseln. Montalbano kehrt zurück und stellt den Anwalt zur Rede, der jedoch bestätigt, dass wirklich Banknoten hinterlassen wurden. Montalbano glaubt ihm, die Öffentlichkeit aber hat in Antonio ihren Schuldigen schon gefunden.
Als Susanna urplötzlich und unerwartet wieder auftaucht, ist der Fall für die Polizei gelöst. Montalbano fährt mit seinen Untersuchungen fort und findet die wahren Schuldigen, Susanna und Carlo. Die beiden hatten die ganze Entführung geplant, um Antonio in ein schlechtes Licht zu rücken und sich so an ihm zu rächen. Montalbano gibt ihnen jedoch eine zweite Chance und verrät sie nicht an die Polizei.

## Interpretation
In diesem Roman gibt es einen Kommissar Montalbano, der sich sehr müde und alt fühlt, er ist niedergeschlagen von seinem Privatleben und hat schlechte Laune. Im Buch sind viele Andeutungen auf und indirekte Kritik an der zeitgenössischen italienischen Politik, besonders jener von Berlusconi zu erkennen. Wie auch in allen anderen Romanen der Montalbano-Reihe, spielen auch in Die Passion des stillen Rächers die sizilianische Kultur und Sprache eine große Rolle. Während jedoch in den übrigen Romanen der Fokus auf der eigentlichen Handlung liegt, dreht sich in diesem Buch alles um die Gefühle des Kommissars, was das Werk zu einem atypischen Kriminalroman macht. Weiterhin gibt es viele Anspielungen auf andere Bücher, z. B. auf Ovids Metamorphosen, Sciascias Il consiglio d’Egitto und vor allem Simenons Les Fiançailles de M. Hire (2003), in dem, wie auch hier, die öffentliche Meinung sehr wichtig ist. Il consiglio d’Egitto ist einer von Montalbanos Lieblingsromanen, der ihn seit seiner Jugend begleitet. Montalbano erinnert sich an einen Auszug aus Ovids Metamorphosen (Arachne), als er in einem Tagtraum eine Spinne sieht, die sich vor ihm in den Schuldigen verwandelt. Daher stammt auch der ital. Org.titel La pazienza del ragno, was wörtlich Die Geduld der Spinne bedeutet. Simenons Les Fiançailles de M. Hire, das Montalbano zufällig in die Hände fällt, trägt in gewisser Weise zur Lösung des Falles bei, da Montalbano die Verbindung zwischen dem Buch und seinem Fall erkennt.

## Charaktere
- Kommissar Montalbano – Hauptfigur des Romans
- Inspektor Augello – Leiter der Ermittlungen
- Susanna Mistretta – Entführungsopfer und Tochter von Salvatore und Giulia Mistretta
- Salvatore Mistretta – Vater von Susanna und Bruder von Carlo
- Giulia Mistretta – Mutter von Susanna und Schwester von Antonio
- Antonio Peruzzo – Bruder von Giulia und Hauptverdächtiger im Fall der Entführung
- Carlo Mistretta – Arzt und Bruder von Salvatore
- Avvocato Luna – Antonios Anwalt
- Angela di Bartolome - Bäuerin, die Montalbano bei den Ermittlungen hilft
- Livia – Freundin von Montalbano
- Fazio – Freund und Kollege von Montalbano
- Francesco Lipari  – Freund von Susanna
- Pippo Ragonese – Journalist bei Televigàta, Kontaktperson der Entführer

## Ausgaben
- Andrea Camilleri: Die Passion des stillen Rächers : Commissario Montalbano stößt an seine Grenzen. Ed. Lübbe, Übersetzung von Christiane von Bechtolsheim, Bergisch Gladbach 2006, ISBN 3-7857-1581-1
- Andrea Camilleri: La pazienza del ragno. Sellerio Editore, Palermo 2004, ISBN 88-389-1998-4